# Eublemma dinawa
Eublemma dinawa là một loài bướm đêm trong họ Erebidae.